# Jonas Granberg
Jonas Granberg, född 5 juli 1696 i Klövsjö socken, död 10 mars 1776 i Klövsjö, var en jämtsk bildhuggare.
Jonas Granberg tog 1717 värvning som dragon och deltog i det Armfeldtska tåget mot Norge 1718. Han utnämndes till korpral 1721 och kvarstod i militärtjänst fram till 1735 då han erhöll avsked på grund av sjukdom. 
Redan i slutet på 1720-talet inledde han sitt träsnideri, han påbörjade en altaruppsats till Haverö kyrka i Medelpad 1732. Var Jonas Granberg fick sin utbildning som bildhuggare är okänt men det uppges att han gick i lära i Trondhjem där han för övrigt dömdes till döden men fick domen omvandlad till 40 par spö.
Jonas Granberg var en framstående akantusskärare. Han hade en riklig produktion och anlitades även utanför Jämtland. År 1743 tillverkade Jonas Granberg högaltaret i Trondheims domkyrka. Det gjordes i barockstil, men efter 1750 började han arbeta i rokoko, till vilket han blev inspirerad och omskolad av Carl Hofverberg. I december 1752 anställde Jonas Granberg Johan Edler d.ä. som lärling. Efter fem år i lära fick Edler anta självständiga arbeten, och 1758 fick han på egen hand utföra en altartavla och predikstol till Bräcke kyrka.

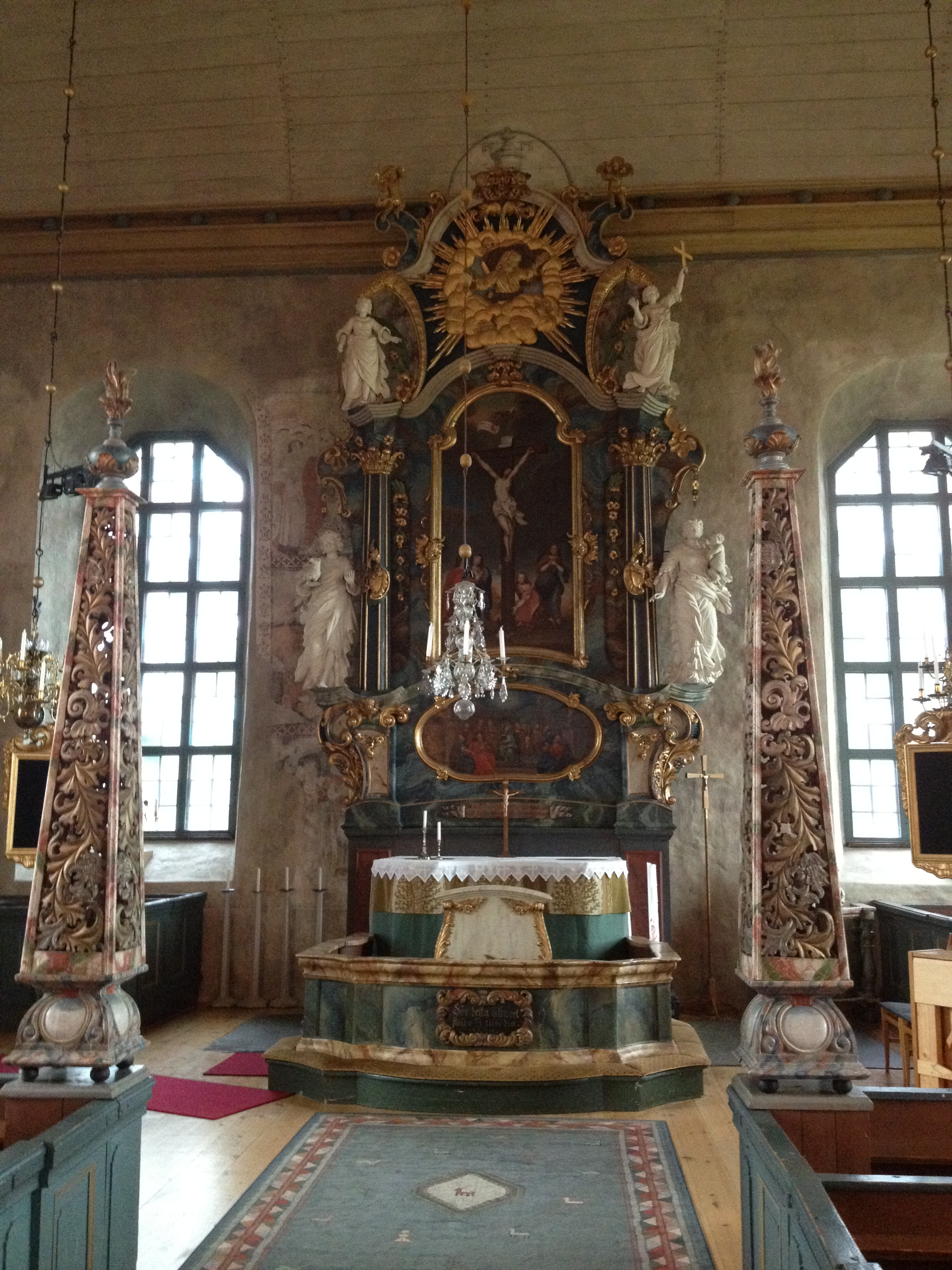
Altaruppsatsen i Ovikens gamla kyrka.